# Eugène de Ligne

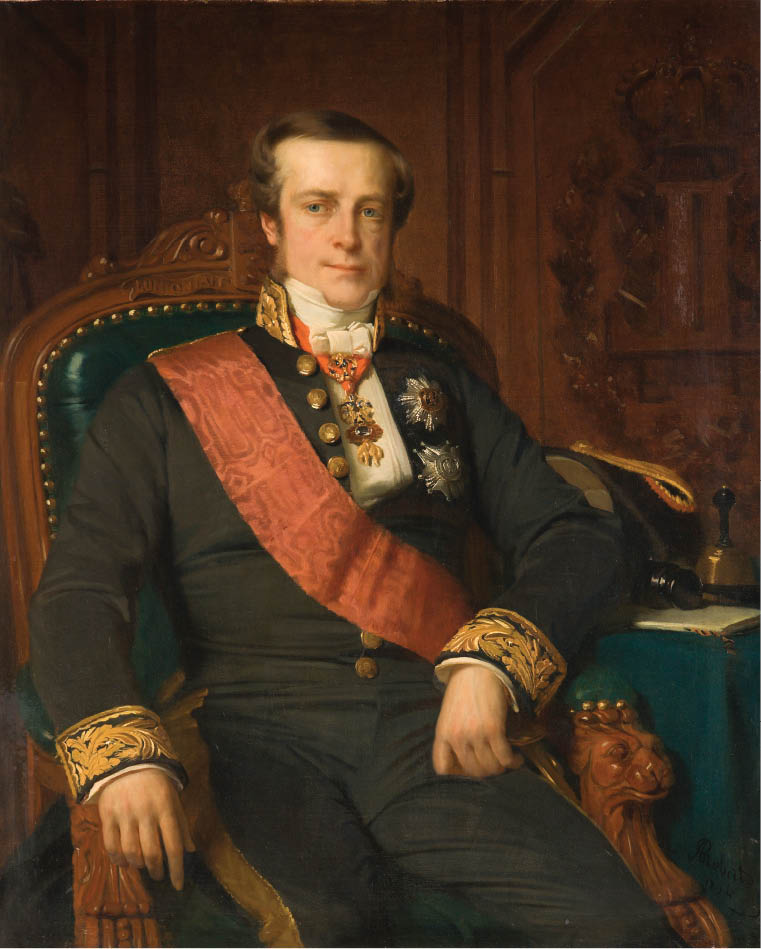
Eugène de Ligne

Eugène François Charles Lamoral Fürst von Ligne (* 28. Januar 1804 in Brüssel; † 20. Mai 1880 in Belœil), Fürst von Amblise und Epinoy, Grande von Spanien, war ein belgischer Politiker.
Seine Eltern waren Louis de Ligne (* 7. Mai 1766; † 10. Mai 1813) und dessen Ehefrau Louise van der Noot-Duras (* 15. September 1785; † 4. März 1863).
Er folgte 1814 seinem Großvater Charles-Joseph de Ligne in der Fürstenwürde des Hauses Ligne sowie des Heiligen Römischen Reiches. 1830 war er bei der Belgischen Revolution von einer Partei als König des neuen Staats Belgien ausersehen, ging jedoch nicht darauf ein. Eugène war jedoch von 1842 bis 1848 bevollmächtigter Minister des Königs Leopold I. am französischen Hof. 1851 wurde er Mitglied und 1852 Präsident des belgischen Senats. 1879 legte er dieses Amt nieder, da er mit der liberalen Politik der Regierung nicht einverstanden war, und starb am 20. Mai 1880. Sein Erbe war sein Enkel Louis (1854–1918).

## Familie
Ligne heiratete am 12. Mai 1823 in Roeulx die Gräfin Melanie de Conflans (* 18. Juni 1802; † 31. Januar 1833). Das Paar hatte mehrere Kinder:
- Henri Maximilien Joseph Charles Louis Lamoral (* 16. Oktober 1824; † 27. November 1871) ⚭ 1851 Gräfin Marguerite de Talleyrand-Périgord (* 29. März 1832; † 3. Juli 1917), Eltern von Louis de Ligne
- Louis Marie Charles Gabriel Lamoral (* 2. März 1827; † 13. April 1845)

Nach dem Tod seiner ersten Frau heiratete er am 28. Juli 1834 in Brüssel die Gräfin Nathalie de Trazegnies (* 7. September 1811; † 4. Juni 1835). Das Paar hatte eine Tochter:
- Nathalie Flore Georgine Eugenie (* 31. Mai 1835; † 23. März 1863) ⚭ 1853 Herzog Rudolf von Croÿ (* 13. März 1823; † 8. Februar 1902)

Nachdem auch die zweite Frau gestorben war, heiratete er am 28. Oktober 1836 in Wien die Prinzessin Jadwiga Lubomirsky (* 29. Juni 1815; † 14. Februar 1895). Das Paar hatte mehrere Kinder:
- Charles Joseph Eugene Henri Georges Lamoral (* 17. November 1837; † 11. Mai 1914) ⚭ 1876 Gräfin Charlotte de Gontaut-Biron (* 19. Juli 1854; † 27. Juni 1933)
- Edouard Henri Auguste Lamoral (* 7. Februar 1839; † 17. Oktober 1911)

⚭ 1866 Lady Augusta Cunynghame (* 1836; † 27. Oktober 1872)
⚭ 1874 Prinzessin Eulalie zu Solms-Braunfels (* 2. Februar 1851; † 16. August 1922), Tochter von Carl zu Solms-Braunfels
- Isabelle Hedwige Mathilde Eugenie (* 15. April 1840; † 11. März 1858)
- Marie Georgine Sophie Hedwige Eugenie (* 19. April 1843; † 3. März 1898) ⚭ 1862 Sosthene de la Rochefoucauld, Herzog de Doudeauville (* 1825; † 27. August 1908)